# Système bismarckien
Le système de sécurité sociale bismarckien a été au départ mis en place à la fin du XIXe siècle en Allemagne par le chancelier Otto von Bismarck. Il repose sur la cogestion de l'assurance sociale par les salariés et les employeurs. Il s'agit d'un système d'assurance sociale basé sur les cotisations et donc les prestations sont destinées à ceux qui ont cotisé.

## Typologie duale simplifiée: modèle bismarckien versus modèle beveridgien

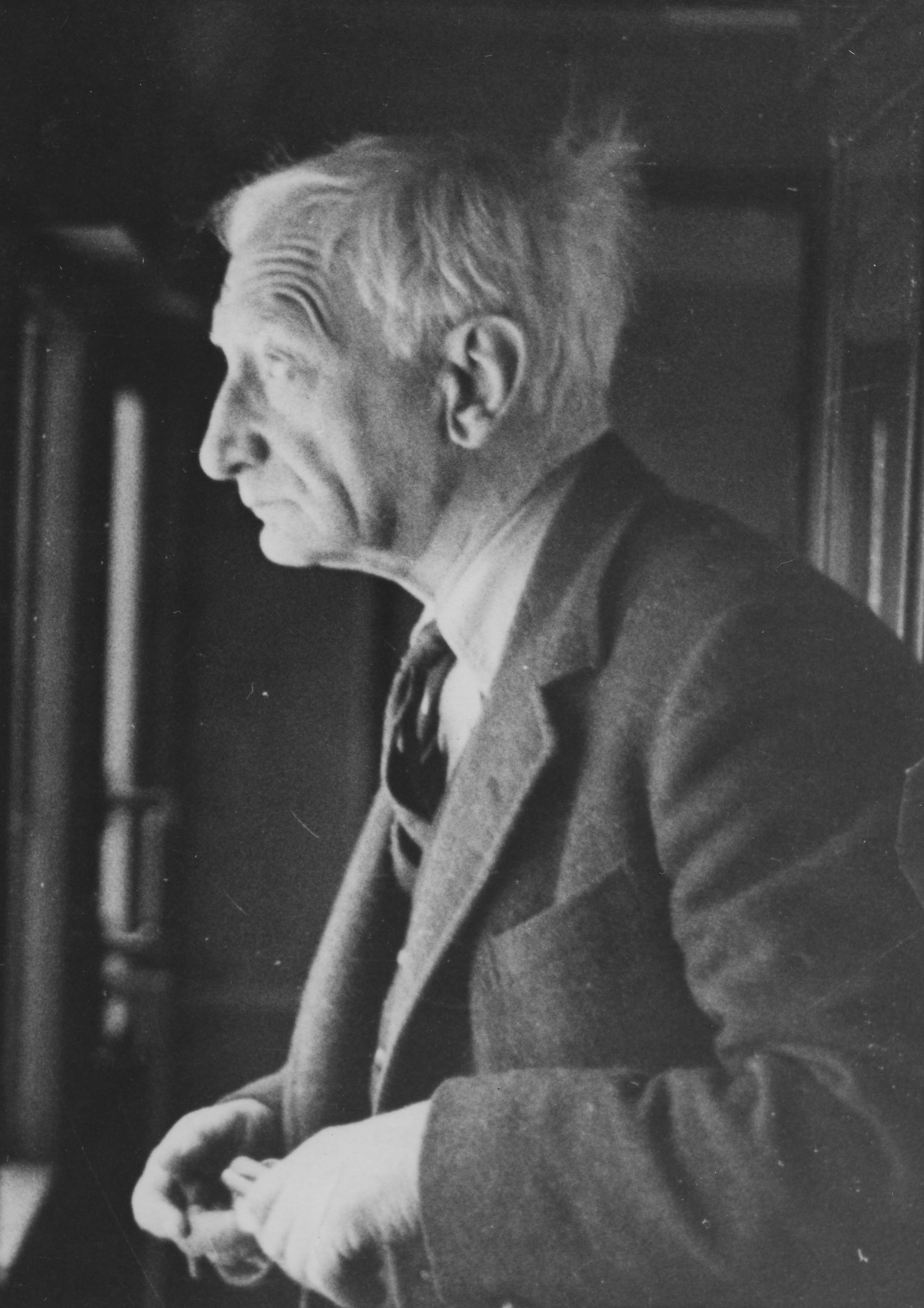
Lord William Beveridge en 1947

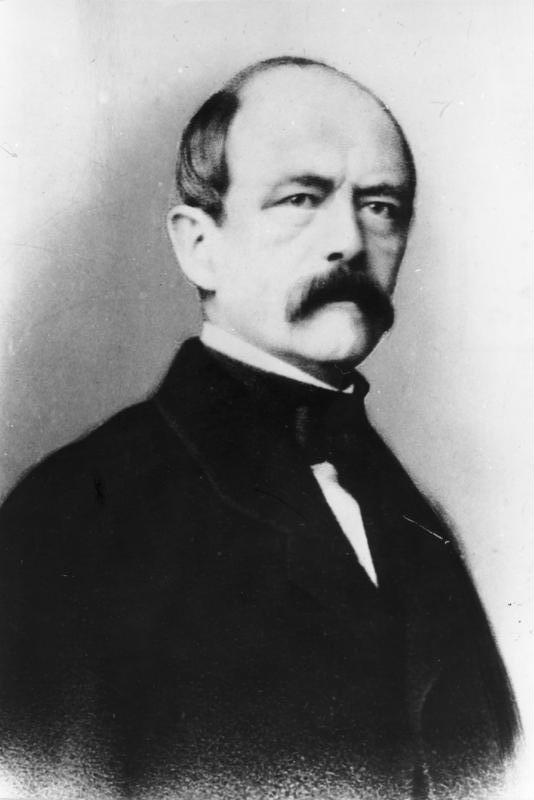
Otto von Bismarck, fin XIXe siècle

Il est fréquent de définir classiquement l'État-providence en opposant deux grands modèles d'État-providence : l'État-providence bismarckien, fondé en Allemagne par les lois de 1880, et l'État-providence beveridgien, qui basé sur le rapport Social insurance and allied services de 1942 (dit « Rapport Beveridge ») naît au Royaume-Uni après la Seconde Guerre mondiale. Le premier est fondé sur le mécanisme des assurances sociales, dans lequel les prestations sont la contrepartie de cotisations, tandis que le second, financé par l'impôt, fournit des prestations uniformes à tous les membres de la société. 
|                                        | Beveridgien                                 | Bismarckien                       |
| -------------------------------------- | ------------------------------------------- | --------------------------------- |
| Objectifs de l'État-providence         | Répondre gratuitement aux risques de la vie | Compenser la perte de revenu      |
| Conditions d'accès aux prestations     | Être dans le besoin                         | Avoir cotisé                      |
| Financement                            | Impôt pour tous                             | Cotisations en fonction du revenu |
| Type de redistribution (cf. plus loin) | Verticale                                   | Horizontale                       |

Cependant cette présentation demeure simplificatrice : elle enferme la description des modèles d'État-providence dans leur situation initiale et peine à rendre compte de leur évolution ultérieure. Ainsi, si le modèle beveridgien met en place une protection universelle, fondée sur la citoyenneté, les prestations initialement fournies sont ultra-minimales. C'est pourquoi, selon Pierre Rosanvallon, « il a ainsi progressivement fallu mettre en place en Grande-Bretagne tout un ensemble d'allocations complémentaires d'assistance, non universalistes, elles, pour rendre viable le système. ».